# Битка при залива Гуантанамо
Битката при залива Гуантанамо се води от 6 юни до 10 юни 1898 г. по време на Испанско-американската война, когато американските и кубинските сили превземат стратегическо и търговски важното пристанище на залива Гуантанамо, Куба. Превземането на залива от испанските сили е инструмент за последвалата битка при Сантяго де Куба и последвалото нахлуване в Пуерто Рико.

## Битката
Първият успешен набег на САЩ срещу залива Гуантанамо се състои на 6 юни с пристигането на незащитения крайцер USS „Марбълхед“, командван от командир Боуман Маккала, и спомагателните крайцери USS „Сейнт Луис“ и Yankee, командвани от Уилард Браунсън. Командир Маккала е отделен от адмирал Сампсън от блокиращия флот в Сантяго и му е наредено да разузнае залива за военноморска база. Капитанът на „Сейнт Луис“ трябва да пререже кабелите, чиято крайна точка е малка станция на Фишърманс Пойнт и свързва Куба с Хаити.
При предишен случай „Сейнт Луис“ на подобна мисия, е изгонен от залива от испанската канонерка „Сандовал“. Този път, когато трите военни кораба влизат в залива призори, испанските войници се скупчват около хълма, известен днес като хълма Маккала. Испанските канонерки „Алварадо“ и „Сандовал“ се спускат по канала от Кайманера, за да посрещнат атаката, но се оттеглят прибързано. Единственото оръдие на форта на „Кайо дел Торо“ открива огън по „Марбълхед“ без ефект.
Телеграфните кабели, водещи на изток до Кап Аитиен, на запад до Сантяго и малкият кабел в залива, свързващ Кайманера и Гуантанамо Сити с Кап-Хатиен, са успешно прекъснати и от 7 юни до 5 юли град Гуантанамо няма връзка с външния свят.
При завръщането си към блокиращия флот от разузнаването, „Марбълхед“ превозва двама кубински офицери, които са докарани на кораба от западната страна на залива Гуантанамо. Те са изпратени на адмирал Сампсън от генерал Каликсто Гарсия, за да докладват, че кубинските сили, чиито аванпостове заемат позиции на брега от устието на Ятерас до точка на 24 км западно от Сантяго са на разположение на главнокомандващия на САЩ. След това командир Маккала поддържа тясна връзка с генерал Педро Перес, командващ кубинските сили около град Гуантанамо, чрез началника на щаба на последния, полковник Виета, и по този начин получава ценни съвети и помощ.